# Gare de Lorentzweiler
La gare de Lorentzweiler est une gare ferroviaire luxembourgeoise de la ligne 1, de Luxembourg à Troisvierges-frontière, située près du centre-ville de Lorentzweiler sur le territoire de la commune du même nom, dans le canton de Mersch.
Elle est mise en service en 1862 par la Compagnie des chemins de fer de l'Est, l'exploitant des lignes de la Société royale grand-ducale des chemins de fer Guillaume-Luxembourg.
C'est une halte voyageurs de la Société nationale des chemins de fer luxembourgeois (CFL), desservie par des trains Regionalbunn (RB) uniquement.

## Situation ferroviaire
Établie à 221 mètres d'altitude, la gare de Lorentzweiler est située au point kilométrique (PK) 28,161 de la ligne 1 de Luxembourg à Troisvierges-frontière, entre les gares de Heisdorf et Lintgen.

## Histoire
La station de Lorentzweiler est mise en service par la Compagnie des chemins de fer de l'Est, l'exploitant des lignes de la Société royale grand-ducale des chemins de fer Guillaume-Luxembourg, lors de l'ouverture à l'exploitation de la section de Luxembourg à Ettelbruck le 21 juillet 1862,. Qualifié de village, Lorentzweiler qui compte alors 300 habitants était à l'époque la troisième station de la ligne.
Son bâtiment voyageurs actuel est quasiment identique à celui de la gare de Drauffelt et date vraisemblablement des années 1910. Il fut construit en remplacement d'une petite gare rectangulaire à deux étages située près du passage à niveau qui fut longtemps conservée comme bâtiment de service et a depuis disparu.
En 2014 la gare est un arrêt ferroviaire avec deux voies, deux quais et abris, l'ancien bâtiment voyageurs est toujours présent.

## Service des voyageurs

### Accueil
Halte CFL, c'est un point d'arrêt non géré, équipé de deux abris et d'un automate pour l'achat de titres de transport. Deux souterrains permet la traversée des voies et le passage d'un quai à l'autre.

### Desserte
Lorentzweiler est desservie par des trains Regionalbunn (RB) de la ligne Luxembourg - Ettelbruck - Diekirch,.

### Intermodalité
Un parc pour les vélos (8 places) et un parking pour les véhicules (144 places) y sont aménagés. La gare possède un parking à vélo sécurisé mBox de 32 places,. La gare est desservie par les lignes 110, 111, 235 et 292 du Régime général des transports routiers et, la nuit, par la ligne Midnightbus du service « Nightbus ».